# العلاقات الفلسطينية النرويجية
العلاقات الفلسطينية النرويجية هي العلاقات الدولية بين دولة فلسطين والمملكة النرويجية.

## التاريخ
في 22 مايو 2024، أعلنت إسبانيا والنرويج وجمهورية أيرلندا اعترافهما بدولة فلسطين اعتبارًا من 28 مايو 2024. رحبت الرئاسة الفلسطينية بالقرار.

## التمثيل الدبلوماسي
تمتلك دولة فلسطين سفارة لها في العاصمة النرويجية أوسلو، بينما كان للنرويج ممثلية لها في بلدة الرام قُرب العاصمة الفلسطينية القدس بين عامي 1999 و2024.

### النرويجي
في عام 1999، افتتحت النرويج ممثلية لها لدى السلطة الفلسطينية.
في أغسطس 2024، ونتيجة لاعتراف النرويج بدولة فلسطين في مايو 2024. قرر الوزير الإسرائيلي يسرائيل كاتس إلغاء الصفة الدبلوماسية عن النرويجيين الذين يعملون في الممثلية.
لاحقًا أعلنت وزارة الخارجية النرويجية إغلاق مكتبها وقالت:«"نتيجة لقرار حكومة بنيامين نتنياهو بعدم تسهيل تمثيل النرويج لدى السلطة الفلسطينية، يجب إغلاق مكتب تمثيلنا في رام الله في فلسطين اعتبارا من اليوم".»
في 19 أغسطس 2024، ذكرت الممثلية أنها مغلقة حتى إشعار آخر على موقعها الإلكتروني.

### الفلسطيني
بدأت العلاقات بين منظمة التحرير الفلسطينية والمملكة النرويجية في منتصف عقد 1980، عندما افتتحت مكتبًا إعلاميًا لها عام 1986.
كان يوجين مخلوف ممثلًا غير مقيمًا لمنظمة التحرير الفلسطينية لدى السويد والنرويج والدنمارك وأيرلندا وآيسلندا.
بعد التوقيع على إعلان المبادئ بين منظمة التحرير الفلسطينية وإسرائيل فيما عُرف باتفاقية أوسلو عام 1993، رفعت الحكومة النرويجية مستوى التمثيل الدبلوماسي الفلسطيني من مكتب إعلامي إلى بعثة دبلوماسية كاملة، وفي 15 ديسمبر 2010، قررت النرويج رفع التمثيل إلى سفارة كاملة.
في 25 أبريل 2025، سلمت ماري سيدن بصفتها سفيرة دولة فلسطين أوراق اعتمادها إلى ملك النرويج هارالد الخامس؛ وذلك بعد الاعتراف النرويجي بدولة فلسطين عام 2024.